# Educandos

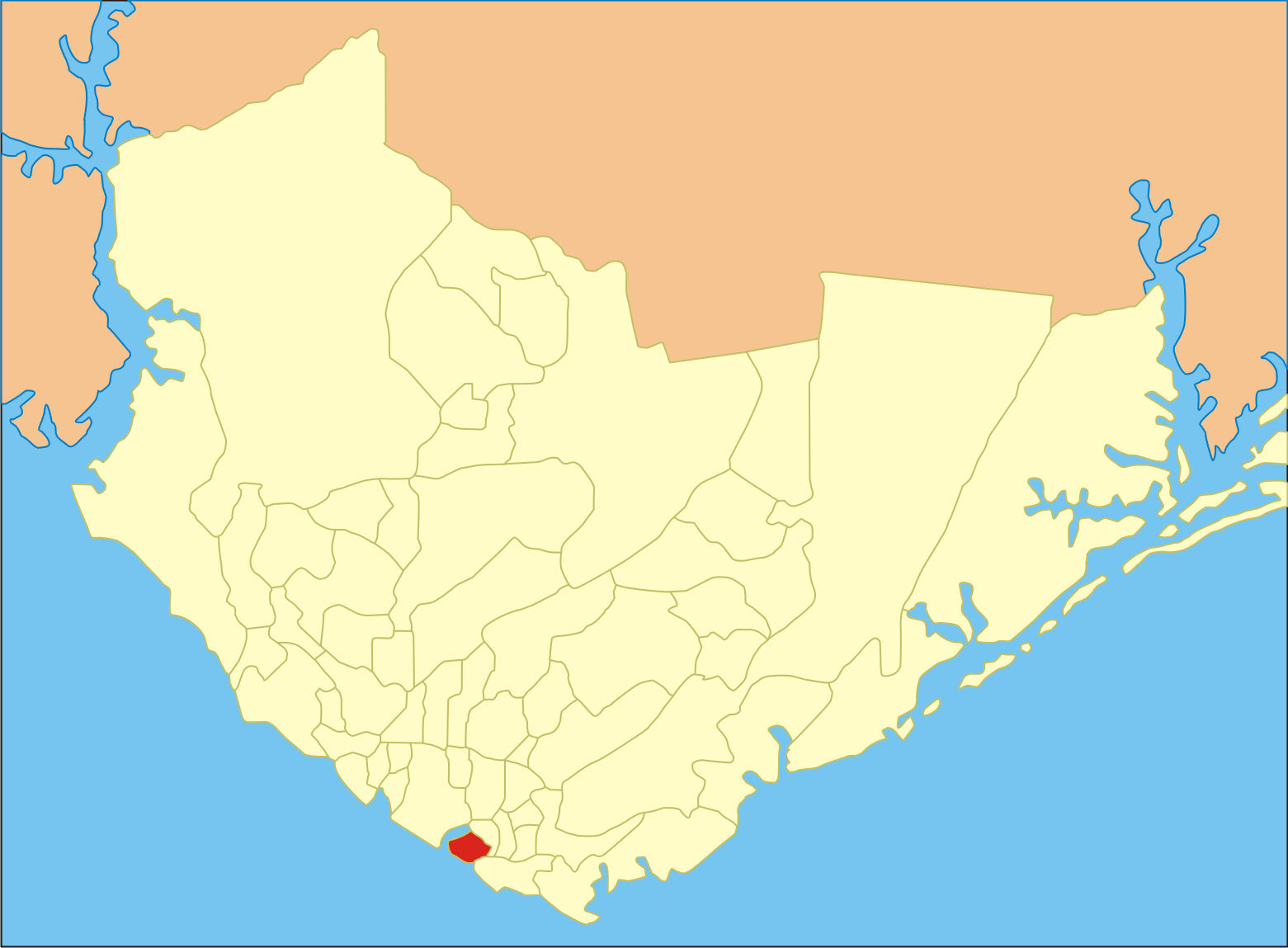
Localização do bairro Educandos em Manaus.

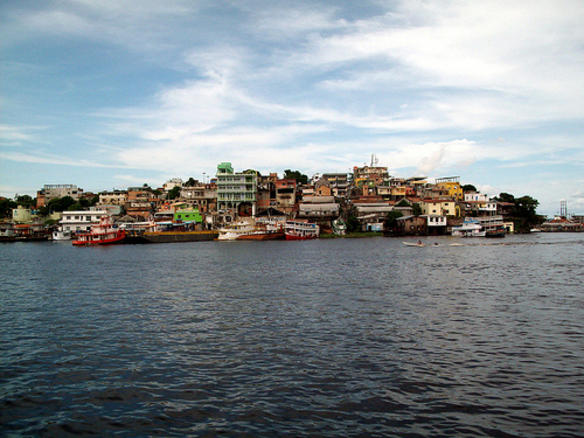
Vista fluvial do bairro Educandos

Educandos é um bairro do município brasileiro de Manaus, capital do estado do Amazonas. Localiza-se na Zona Sul da cidade. De acordo com o censo do Instituto Brasileiro de Geografia e Estatística (IBGE), sua população era de 15 857 habitantes em 2010.

## História
O bairro de Educandos fica entre o igarapé de Manaus (da Cachoeirinha) e o do bairro do mesmo nome. Passou a chamar-se Constantinópolis pelo Decreto nº 67, de 22 de julho de 1907. Não foi o primeiro bairro de Manaus, havia outros bairros que ja existiam antes de 1907. Foi autor do projeto da nova denominação, o Superintendente interino, Coronel José Monteiro Tapajós, que assim estava homenageando Constantino Nery, governador do Estado no período de 23 de julho de 1900 até julho de 1907.
De acordo com o professor Mário Ipyranga Monteiro, "o nome de Educandos deu-se em razão de ali se encontrar a primitiva casa de Educandos, depois Instituto de Educandos Artífices, fechado em 1877 e que fora criado na gestão do Presidente João Pedro Dias Vieira.
O projeto de um Instituto de Artífices foi apresentado pelo deputado provincial Francisco Antônio Monteiro Tapajós. Além do ensino de letras, os alunos aprendiam os ofícios de encanador, empalhador, torneiro, ferreiro, sapateiro, alfaiate e marceneiro.
Os alunos vestiam fardamento de pano azul com aplicações em vermelho, gorro azul sem pala. Era o uniforme de gala para uso aos domingos e feriados quando eles desciam para o centro da cidade".
Em uma pesquisa realizada, constatou-se que o bairro de Educandos foi retalhado para a formação de outros, como Santa Luzia, ex-Imboca e Morro da Liberdade, que chegou a ser, por Lei, Bairro da Liberdade (1994).
A abertura das ruas do bairro foi determinada pelo Superintendente municipal Artur César Moreira de Araújo e algumas de suas denominações foram dadas em 1908, como Boulevard Sá Peixoto, Amâncio de Miranda, Inocêncio de Araújo, Delcídio do Amaral, Manoel Urbano, Boulevard Rio Negro, Dr. Tavares Bastos.
Outras vieram mais tarde, como Inácio Guimarães, Leopoldo Peres, Bento José de Lima, ex-Vista Alegre, Coronel Gonzaga, Labor, Otilio Farias, ex-Primo Sabbá, São Vicente, Amazonas, Nova, Macurani, Rua da Igreja, Ana Nogueira, Antimari, Beira Mar, Leopoldo Neves, Av. Presidente Kennedy, Treze de Maio e uma infinidade de Becos.
A primeira ponte ligando a cidade ao bairro de Educandos foi construída na gestão do Dr. Ephigênio Sales, Prefeito de Manaus, (1926-1929), batizada com o seu nome.
Na década de 1950 foi construída a Ponte Juscelino Kubstchek, com verbas federais, na primeira administração do governador Gilberto Mestrinho. A nova ponte passou a ligar a avenida Leopoldo Peres com a atual avenida Castelo Branco, ex-Waupés.
Na década de 1970, quando era prefeito municipal Frank Abrahim Lima, foi construída outra ponte, ligando o bairro com a rua Quintino Bocaiúva, a qual recebeu a denominação de "Ponte Antônio Plácido" em homenagem ao vigário da Igreja do próprio bairro, conforme Lei nº 1123, de 10 de outubro de 1975.

### A volta
Constantinopólis voltou a ser bairro de Educandos, por iniciativa do então Vereador Alfredo Dias, também conhecido como "O Homem do Paletó Preto", através da lei nº. 1469, de 7 de dezembro de 1979

## Transportes
O bairro de Educandos não tem linhas próprias que saem do bairro, mas é servido pelas linhas a seguir:
010 - Lírio do Vale/Dom Pedro/E2/Djalma Batista/T2/Betânia/Educandos
129 - Santo Agostinho/Compensa/São Raimundo/Centro/Educandos/T2
418 - Cidade Nova/T3/Av. Autaz Mirim/Distrito Industrial/Educandos/T2/Betânia/CEASA
677 - Jorge Teixeira/Av. Autaz Mirim/Distrito Industrial/T2/Praça 14/Educandos
680 - Cidade de Deus/Av. Autaz Mirim/Grande Vitória/Distrito Industrial/T2/Educandos
704 - Betânia/Educandos/Centro
705 - Mauazinho/Distrito Industrial/Av. Buriti/Morro da Liberdade/Educandos/Centro/T2
706 - Mauazinho/Distrito Industrial/Colônia Oliveira Machado/Educandos/Centro
711 - Mauazinho/Av. Buriti/T2/Centro/Educandos

## Incêndio
Em 17 dezembro de 2018, Aproximadamente 600 casas foram atingidas no incêndio no bairro Educandos, em Manaus, na noite de segunda-feira, informou a Defesa Civil à Rede Amazônica. Até a meia-noite da terça (18), quatro pessoas haviam sido encaminhadas a hospitais de Manaus. O fogo começou em uma área com dezenas de casas de madeira, entre as ruas Inácio Guimarães e Nova, por volta das 20h, e se propagou para residências de alvenaria. A quantidade de veículos estacionados nas vias, o vento constante e a interrupção na distribuição de energia elétrica agravaram a situação.
A Defesa Civil do Estado do Amazonas considerou o incêndio que ocorreu na segunda-feira (17) no bairro Educandos, na Zona Sul de Manaus, como sendo o segundo maior do Estado. O pronunciamento ocorreu na manhã da terça-feira (18) na sede do Corpo de Bombeiros, no bairro Petrópolis. Cerca de 600 casas foram destruídas pelas chamas. De acordo com as informações, o fogo iniciou com a explosão de uma botija de gás e o incêndio se alastrou rapidamente pelas casas de madeira.
As famílias desabrigadas foram alojadas em casas de familiares ou abrigos improvisados pela Prefeitura de Manaus. Na tarde da terça, no dia após a tragédia, o prefeito da capital, Arthur Virgílio Neto, assinou decreto de calamidade pública. Segundo o secretário executivo da Defesa Civil, Fernando Pires Junior, o incêndio fica atrás apenas do ocorrido em 2012 no bairro São Jorge.